# Кирден
Кирден (фр. Curdin) насеље је и општина у источном делу централне Француске у региону Бургоња, у департману Саона и Лоара која припада префектури Шарол.
По подацима из 2011. године у општини је живело 322 становника, а густина насељености је износила 40,25 становника/km². Општина се простире на површини од 8 km². Налази се на средњој надморској висини од 350 метара (максималној 352 m, а минималној 258 m).

## Демографија
| 1962. | 1968. | 1975. | 1982. | 1990. | 1999. | 2011. |
| ----- | ----- | ----- | ----- | ----- | ----- | ----- |
| 211   | 261   | 216   | 268   | 305   | 319   | 322   |

График промене броја становника у току последњих година